# DHF's Landspokalturnering 2012
DHF's Landspokalturnering 2012 er 49. udgave af DHF's Landspokalturnering. De indledende runder blev spillet i efteråret 2011 og foråret 2012, hvorefter Jydsk Håndbold Forbund (JHF) afleverede otte hold til ottendedelsfinalerne, der som den første runde var landsdækkende. De sidste otte hold afleverede Fyns Håndbold Forbund (FHF) og Håndbold Region Øst (HRØ) tilsammen. Der blev trukket lod til ottendedelsfinalerne 29. maj 2012 kl. 11:00. Kvindernes turnering blev vundet af FC Midtjylland med en finalesejr over KIF Vejen på 28-21, mens herrernes turnering blev vundet af Århus Håndbold med en finalesejr på 27-26 over Skjern Håndbold.

## Mænd

### Ottendedelsfinaler
Otte hold fra Jylland og otte hold fra Østdanmark (inkl. Fyn) kvalificerede sig til ottendedelsfinalerne. Kampene skulle spilles senest 2. september 2012. Kampe med deltagelse af hold fra 1. division skulle dog senest spilles 31. august 2012.
| Dato   | Hjemmehold            | Udehold                  | Resultat |
| ------ | --------------------- | ------------------------ | -------- |
| Aflyst | Team Sydhavsøerne     | AG København             | 0-0      |
| 28.8   | Skjern Håndbold       | Lemvig-Thyborøn Håndbold | 33-24    |
| 29.8   | Ajax København        | Århus Håndbold           | 26-35    |
| 30.8   | Stadion IF            | GOG                      | 19-39    |
| 1.9    | Skanderborg Håndbold  | TMS Ringsted             | 32-22    |
| 1.9    | Team Tvis Holstebro   | Aalborg Håndbold         | 21-26    |
| 2.9    | HØJ                   | Furesø Håndbold          | 28-18    |
| 18.9   | Bjerringbro-Silkeborg | Mors-Thy Håndbold        | 34-31    |
| Kilde  |                       |                          |          |

### Kvartfinaler
Her deltager de otte vinderhold fra ottendedelsfinalerne
| Dato  | Hjemmehold       | Udehold               | Resultat |
| ----- | ---------------- | --------------------- | -------- |
| 16.10 | Aalborg Håndbold | Team Sydhavsøerne     | 31-22    |
| 6.11  | Skjern Håndbold  | Bjerringbro/Silkeborg | 26-21    |
| 7.11  | GOG              | Århus Håndbold        | 29-31    |
| 7.11  | HØJ              | Skanderborg Håndbold  | 22-37    |
| Kilde |                  |                       |          |

### Final 4
De fire vindere af kvartfinalerne spiller final 4-stævne 2.-3. februar 2013 i NRGi Arena i Aarhus.

#### Semifinaler
| Dato     | Hold             | Hold                 | Resultat |
| -------- | ---------------- | -------------------- | -------- |
| 02.02.13 | Århus Håndbold   | Skanderborg Håndbold | 27-25    |
| 02.02.13 | Aalborg Håndbold | Skjern Håndbold      | 26-29    |
| Kilde    |                  |                      |          |

#### Finale
| Dato     | Hold           | Hold            | Resultat |
| -------- | -------------- | --------------- | -------- |
| 03.02.13 | Århus Håndbold | Skjern Håndbold | 27-26    |
| Kilde    |                |                 |          |

## Kvinder

### Ottendedelsfinaler
Otte hold fra Jylland og otte hold fra Østdanmark (inkl. Fyn) kvalificerede sig til ottendedelsfinalerne. Kampene skulle spilles senest 2. september 2012. 
| Dato   | Hjemmehold                    | Udehold              | Resultat |
| ------ | ----------------------------- | -------------------- | -------- |
| Aflyst | Jersie HK                     | IF Stjernen          | 0-0      |
| Aflyst | DHG Odense                    | HC Odense            | 0-0      |
| 21.8   | SK Århus                      | Viborg HK            | 20-28    |
| 22.8   | FC Midtjylland                | SønderjyskE Håndbold | 31-27    |
| 23.8   | Randers HK                    | FIF                  | 29-25    |
| 29.8   | Team Tvis Holstebro           | Lyngby HK            | 29-16    |
| 29.8   | KIF Vejen                     | Slagelse FH          | 27-26    |
| 2.9    | Nykøbing Falster Håndboldklub | Vendsyssel Håndbold  | 31-22    |
| Kilde  |                               |                      |          |

### Kvartfinaler
Her deltog de otte vinderhold fra ottendedelsfinalerne
| Dato  | Hjemmehold          | Udehold                       | Resultat |
| ----- | ------------------- | ----------------------------- | -------- |
| 18.9  | Randers HK          | KIF Vejen                     | 27-28    |
| 19.9  | Team Tvis Holstebro | Nykøbing Falster Håndboldklub | 36-18    |
| 20.9  | Jersie HK           | HC Odense                     | 12-38    |
| 26.9  | FC Midtjylland      | Viborg HK                     | 26-20    |
| Kilde |                     |                               |          |

### Semifinaler
Her deltager de fire vinderhold fra kvartfinalerne
| Dato  | Hjemmehold     | Udehold             | Resultat |
| ----- | -------------- | ------------------- | -------- |
| 24.10 | KIF Vejen      | HC Odense           | 31-29    |
| 24.10 | FC Midtjylland | Team Tvis Holstebro | 29-25    |
| Kilde |                |                     |          |

### Finale
Finalen afvikles i Ikast Brande Arena i Ikast.
| Dato  | Hold      | Hold           | Resultat |
| ----- | --------- | -------------- | -------- |
| 29.12 | KIF Vejen | FC Midtjylland | 21-28    |
| Kilde |           |                |          |